# 金明郡
金明郡，中国北魏时设置的郡。
魏太武帝太平真君十二年（451年）设置金明郡，治所在永丰县（今陕西省延安市安塞区西北，一说在延安市西北），下辖永丰县、启宁县、广洛县（今安塞区东南旧安塞）。属于夏州（治所在大夏，即统万城）。辖境相当今陕西省延安市安塞区一带。西魏、北周时废金明郡。